# Теба, Икбал
Икбал Теба (англ. Iqbal Theba; род. 20 декабря 1963, Карачи, Пакистан) — пакистано-американский актёр, известный ролью директора Фиггинса в телесериале «Хор».
Окончил университет Оклахомы.

## Фильмография
| Год       |   | Русское название                    | Оригинальное название          | Роль                      |
| --------- | - | ----------------------------------- | ------------------------------ | ------------------------- |
| 1997—2001 | с | Скорая помощь                       | ER                             | доктор Загерби            |
| 2001      | с | Охотница                            | The Huntress                   | Эдуард Барсамян           |
| 2009—2013 | с | Сообщество                          | Community                      | Гоби Надир                |
| 2009—2015 | с | Хор                                 | Glee                           | директор Фиггинс          |
| 2011      | ф | Трансформеры 3: Тёмная сторона Луны | Transformers: Dark of the Moon | генеральный секретарь ООН |
| 2018      | ф | Зелёная книга                       | Green Book                     | Амит                      |